# Västra Vemmenhögs landskommun
Västra Vemmenhögs landskommun var en tidigare kommun i dåvarande Malmöhus län.

## Administrativ historik
Kommunen bildades i Västra Vemmenhögs socken i Vemmenhögs härad i Skåne när 1862 års kommunalförordningar trädde i kraft.
Vid kommunreformen 1952 uppgick kommunen i Vemmenhögs landskommun som uppgick 1971 i Skurups kommun.